# Championnats d'Europe de slalom (canoë-kayak) 2000
Navigation
1998 2002
Les Championnats d'Europe de slalom de canoë-kayak 2000 se déroulent à Mezzana (Italie) du 24 au 25 juin 2000.

## Résultats

### Hommes

#### Canoë
| Épreuves                                               | Or                                                                                         | Or     | Argent                                                                                               | Argent | Bronze | Bronze |
| ------------------------------------------------------ | ------------------------------------------------------------------------------------------ | ------ | --- | ------ | --- | ------ |
| Canoë monoplace                                        | Tony Estanguet (FRA)                                                                       | 226.90 | Juraj Minčík (SVK)                                                                                   | 227.47 | Lukáš Pollert (CZE)                                                                                          | 228.07 |
| Canoë monoplace par équipes                            | Slovaquie Michal Martikán Dušan Ovčarík Juraj Minčík                                       | 130.09 | Tchéquie Přemysl Vlk Lukáš Pollert Tomáš Indruch                                                     | 133.43 | Espagne Jordi Sangrá Gibert Jon Ergüín Jordi Domenjó                                                         | 134.22 |
| Canoë biplace                                          | Slovaquie Pavol Hochschorner Peter Hochschorner                                            | 233.96 | France Frank Adisson Wilfrid Forgues                                                                 | 235.39 | Pologne Krzysztof Kołomański Michał Staniszewski                                                             | 235.85 |
| Canoë monoplace par équipes (médailles non attribuées) | Allemagne Kai Walter & Frank Henze Kay Simon & Robby Simon André Ehrenberg & Michael Senft | 139.00 | Slovaquie Pavol Hochschorner & Peter Hochschorner Roman Štrba & Roman Vajs Ľuboš Šoška & Peter Šoška | 139.18 | Tchéquie Jaroslav Volf & Ondřej Štěpánek Jaroslav Pospíšil (en) & Jaroslav Pollert Marek Jiras & Tomáš Máder | 140.03 |

#### Kayak
| Épreuves                    | Or                                                            | Or     | Argent                                         | Argent | Bronze                                               | Bronze |
| --------------------------- | ------------------------------------------------------------- | ------ | ---------------------------------------------- | ------ | ---------------------------------------------------- | ------ |
| Kayak monoplace             | Pierpaolo Ferrazzi (ITA)                                      | 216.13 | Thomas Becker (GER)                            | 216.44 | Laurent Burtz (FRA)                                  | 217.09 |
| Kayak monoplace par équipes | Italie Pierpaolo Ferrazzi Enrico Lazzarotto Matteo Pontarollo | 122.77 | Slovénie Miha Terdič Dejan Kralj Fedja Marušič | 122.81 | Suisse Mathias Röthenmund Michael Kurt Beat Mosimann | 124.50 |

### Dames

#### Kayak
| Épreuves                    | Or                                                            | Or     | Argent                                                        | Argent | Bronze                                        | Bronze |
| --------------------------- | ------------------------------------------------------------- | ------ | ------------------------------------------------------------- | ------ | --------------------------------------------- | ------ |
| Kayak monoplace             | Štěpánka Hilgertová (CZE)                                     | 236.83 | Brigitte Guibal (FRA)                                         | 237.65 | Irena Pavelková (CZE)                         | 238.93 |
| Kayak monoplace par équipes | Slovaquie Elena Kaliská Gabriela Stacherová Gabriela Brosková | 140.91 | Tchéquie Marcela Sadilová Štěpánka Hilgertová Irena Pavelková | 141.30 | Allemagne Mandy Planert Evi Huss Susanne Hirt | 142.55 |

## Tableau des médailles
- Pays organisateur ( Italie)

| Rang  | Nation    | Or | Argent | Bronze | Total |
| ----- | --------- | -- | ------ | ------ | ----- |
| 1     | Slovaquie | 3  | 1      | 0      | 4     |
| 2     | Italie    | 2  | 0      | 0      | 2     |
| 3     | Tchéquie  | 1  | 2      | 2      | 5     |
| 4     | France    | 1  | 2      | 1      | 4     |
| 5     | Allemagne | 0  | 1      | 1      | 2     |
| 6     | Slovénie  | 0  | 1      | 0      | 1     |
| 7     | Espagne   | 0  | 0      | 1      | 1     |
| 7     | Pologne   | 0  | 0      | 1      | 1     |
| 7     | Suisse    | 0  | 0      | 1      | 1     |
| Total | Total     | 7  | 7      | 7      | 21    |